# Bidasoa
Bidasoa je rijeka u Baskiji koja uvire u Biskajski zaljev.

## Etimologija i izgovor
Rijeka obuhvaća površinu od jezičnog kontakta, tako da se izgovara različito, ovisno o jeziku, i to [bidas̺oa] na baskijskom [biðasoa] na španjolskom, a [bidasoa] na francuskom. Jezična i povijesna istraživanja ukazuju na ime proizlazi iz latinskog izraza "Via ad Oiasso" ("cesta za Oiasso", kasnije iskrivljeno u baskijsko Bidasoa) na račun ceste koja je povezivala u rimsko doba baskijski gradić Pompaelo s Oiassom, koja je vjerojatno išla duž rijeke.

## Tok rijeke i pritoci
Bidasoa većim dijelom od svojih 66 km duljine protječe kroz teritorij Navare, osim posljednjih 10 km, gdje čini prirodnu granicu između Francuske i Španjolske, kao i granicu između baskijskih pokrajina Gipuskoe i Lapurdije. U skladu s raspodjelom duljine rijeke, većina njenog slijeva leži na području Navare (684 km2). Bazen ima 105 stalnih potoka i rijeka što tvore duljinu 497 km, područje se natopljena kiša redovito. Navarski dio slijeva  (ruralni krajolika) nastanjuje 22.000 stanovnika. 70% stanovništva obrađuje otpadne vode prije izlijevanja u rijeku.
Glavni pritoci Bidasoe su manje rijeke Zeberia (dužina 10,80 km), Ezkurra (20,90 km), Latsa (11,1 km) i Endara (9,9 km). Osim toga, druge male rijeke i potoci putem hrane Bidasou.

## Ribarstvo i ekologija
Navarski dio rijeke je omiljeno odredište za ribolovne entuzijaste, jer rijeku nastanjuje nekoliko autohtonih vrsta riba, npr. jegulja (Anguilla Anguilla), losos (Salmo palar), pastrva (Salmo trutta), peš (Cottus gobio), Barbatula barbatula, Phoxinus phoxinus, krkuša (Gobio lozanoi), morska zmijuljica (Petromyzon Marinus), Alosa alosa, iverak (Platichthys flesus) i cipla (Chelon labrosus), od kojih su neke proglašene ugroženima vrstama i vrlo zanimljive (posebno peš i losos). Štoviše, vrsta iz Ebra, tj Chondrostoma miegii, uvedena je u zadnjih 30-40 godina na donjem traktu Bidasoe, nakon čega se polako širila uzvodno.
Kao rezultat toga, pretjerani izlov ribe postao je veliki problem za faunu rijeke, s posebnim pritiskom na losose koji se mrijeste seleći se uzvodno. Oni ne stižu do cilja i umiru prije mriještenja, bilo kao plijen ribarskih mamaca ili nesposobnost svladavanja hidroelektrana (128 na cijelom toku ) i 114 povezanih brana.

## Vanjske poveznice
|  | Zajednički poslužitelj ima još gradiva o temi Bidasoa |